# Hawley Griffin
Hawley Griffin er skabt af Alan Moore og Kevin O'Neill. Han optræder i tegneserien Det hemmelighedsfulde selskab. 
H.G. Wells gav Den Usynlige Mand navnet Griffin. Alan Moore gav ham fornavnet Hawley. Navnet er højst sandsynligt opkaldt efter morderen Hawley Crippen. 
I filmen, Det hemmelighedsfulde selskab, kunne man ikke bruge navnet, Hawley Griffin, af ophavsretlige årsager. Man opfandt derfor en anden usynlig man ved navn Rodney Skinner.
Rodney Skinner stjal Hawley Griffin's formel der kunne gøre ham usynlig. 